# La huillincana
«La huillincana» es una canción de inspiración folclórica chilena escrita a mediados del siglo XX por el compositor y cantautor popular Liborio Bórquez Guzmán, más conocido como «Cuncuna». Es una cueca chilota, que según su autor fue escrita «en homenaje a la mujer de Huillinco, cerca de Cucao, que no hay que confundir con el otro Huillinco cerca de Ancud». Fue recopilada por Héctor Pavez y grabada por el conjunto Millaray en 1962 para Odeón; figura como el sexto tema del lado B del álbum El folklore de Chile-Volumen X. La banda Bordemar también hizo una versión del tema.